# Jay Jablonski
Jay Jablonski (ur. 1977 roku w Bernards Township, w stanie New Jersey) – amerykański aktor polskiego pochodzenia.

## Życiorys
Jako jeden z trzech synów Lou i Mary Beth Jablonskich, wychowywał się wraz z dwoma braćmi – Peterem i Andrew. Miał zostać sportowcem albo żołnierzem. Uczęszczał do William Annin Middle School. W 1995 roku ukończył Ridge High School. W teatrze występował już jako 12-14-latek. W Gettysburg College w Gettysburgu, w stanie Pensylwania, trenował sport i trafił na kurs oficerów Marines. Potem doznał poważnej kontuzji, grając w piłkę nożną. Zdecydował się na karierę artystyczną, uczył się aktorstwa w Nowym Jorku.

## Filmografia

### Filmy kinowe
- 2006: Unrest jako Rick O'Connor
- 2007: Każdy chce być Włochem (Everybody Wants to Be Italian) jako Jake Bianski
- 2008: Spisek w New Hope (Conspiracy) jako zastępca Foster
- 2008: Fashion Victim jako agent Melville
- 2009: Głęboko w dolinie (Deep in the Valley) jako czyściciel basenów

### Seriale TV
- 2007: Ostry dyżur (ER) jako Doug Bellamy
- 2007: Kości (Bones) jako Tom Mularz
- 2008: CSI: Kryminalne zagadki Nowego Jorku (CSI: NY) jako Dugan Scott

### Filmy krótkometrażowe
- 2003: Certainly Not a Fairytale jako Lalka Ken #3